# Villacidayo
Villacidayo es una pedanía del municipio de Gradefes en la Provincia de León. 

## Datos básicos
Perteneciente a la comarca del río Esla. Tiene una población de 36 habitantes (INE 2009). Se encuentra a 5,5 km de Gradefes por la CV-131/2.

## Toponimia
Es conocido por antonomasia como Cavite, el viejo, aunque la evolución del nombre actual, viene de Villacidayo, diminutivo de Cid.
A principios del siglo X ya había registro de la existencia de la aldea, aunque no con el nombre con la que se designa en un presente.

## Geografía
En 1075 aparece el nombre de Didago Cítriz, después siendo Cídaz - Cidaio. Derivando este en Villa de Cidaio. En 1141 aparece reflejado con el nombre de Villa Cidaio. En 1299 recibe el nombre de Villacidao. En 1318 en unas escrituras se nombra como Villa Cidago. Posteriormente en 1590 continúa usando el nombre de Villacidao. En el año 1753 recibía el nombre de Villazidayo.

### Vista panorámica
- Vista de Villacidayo: http://www.panoramio.com/photo_explorer#view=photo&position=853&with_photo_id=89305092&order=date_desc&user=1432645

- Vista de Villacidayo 2: http://www.panoramio.com/photo_explorer#view=photo&position=855&with_photo_id=89304924&order=date_desc&user=1432645

## Límites perimetrales
Los límites del perímetro de Villacidayo son:
| Noroeste: Garfín    | Norte: San Bartolomé de Rueda | Noreste: Carbajal de Rueda |
| Oeste: Valdealcón   |                               | Este: Vega de Monasterio   |
| Suroeste Villanofar | Sur: San Cipriano de Rueda    | Sureste: Cubillas de Rueda |

## Historia

### Edad Media
En 1075 aparece otra Carta de venta en que aparece el nombre de didago Cítiz.

Según documentos en 1195 Villacidayo se encontraba bajo la jurisdicción de Rueda del Almirante, en aquella época llamado “El Castro Roda o de Rota”.

El 27 de junio de 1209 en el Tratado de Valladolid Alfonso IX de León cedió a doña Berenguela el señorío de Rueda, con ello el pueblo de Villacidayo.

En 1291, el abad de Sahagún, don Pedro,  entrega vitaliciamente a Marcos Pérez de Vallefalcón y su mujer el lugar de Villacidao, con todos sus derechos salvo el de presentación de sus iglesias.

Se realiza posteriormente en el año 1299 un intercambio de propiedades entre el monasterio de Carrizo y el de Gradefes, sin precisarse el carácter de dichas propiedades, en aquel entonces pertenecientes a doña María González, abadesa de Gradefes.
El 18 de octubre de 1318. 
El abad Martín y el monasterio de Santa María de Sandoval cambian con Fernando Domínguez de Laguna, en nombre de Teresa López, ama del rey Alfonso, la propiedad de Villacidayo.

Desde el siglo XV al XVIII ostentaron el gobierno de Villacidayo el señorío de Rueda los Almirantes de Castilla.

### Edad Moderna
En 1463 en la transcripción de las cartas, el autor hace constar la "Vecindad de la Comarca de Rueda en el año 1463" Villacidayo cuenta con 10 ombres buenos.

Según el Patrón de Vecindad de Rueda en el año 1590 llevando el nombre de Villacidao, contaba con una población de 21 vecinos: un hidalgo y veinte pecheros.

EL 21 de octubre de 1665. 
Ejecución para que se paguen treinta y tres reales a Catalina Bernarda Gago monja del monasterio, por Domingo Lazo, vecino de Villacidayo.

Después del Siglo XVIII pasó a ser un señorío del Ducado de Alba.
Francisco Díez fue mayordomo de la iglesia de Villacidayo en los años 1710, 1713, 1719, 1727 y 1734.
El 26 de julio de 1710.
Alonso de la Barrera, vecino de Villacidayo, otorga escritura de venta a favor de la comunidad sobre una tierra de dos heminas de cabida, situada en el término de Villanofar por el precio de ciento diez reales.
En 1753 recibía el nombre de Villazidayo, perteneciente a la entidad de Rueda del Almirante / Gradefes, antigua provincia de Valladolid.

También según escritos de 1753 Villacidayo era un Señorío perteneciente a la Duquesa de Alba, María Teresa Álvarez de Toledo y Haro.

### Edad Contemporánea
Y que en el año 1797 contaba con una población de 84 habitantes.

Desde el año 1910 ya posee corriente eléctrica, reservándose el uso exclusivo para la luz en los hogares.

## Demografía
| Gráfica de evolución demográfica de Villacidayo entre 1463 y 2012 |
|                                                                   |

## Economía
La economía se basa como en la gran parte de los municipios cercanos a la ganadería y la agricultura.

Dedicada en su mayor parte al vacuno, contando con 3 explotaciones de ganando Holstein.
Y una explotación de ganado ovino.

También cabe destacar una explotación apícola que en 2008 contaba con 60 cólmenos, ubicadas 36 colmenas en Santa María y 34 en Zamora.

## Hemeroteca
Noticia recogida por ABC el 27 de diciembre de 1953, y retransmitida por la televisión. 
Los hechos ocurrieron el 26 de diciembre en un monte de Villacidayo, en el que el pastor Isabelino Urdiales da muerte a una loba de considerable tamaño con la ayuda de un garrote y sus perros.
En la retransmisión televisiva le dieron gran importancia a este hecho debido a que en ese tiempo no se mostraba a un ejemplar de tal envergadura.
El 23 de julio de 1956, dos niños pequeños caen a la Presa de los Comunes en Villacidayo, falleciendo uno de ellos, Serafín Yugueros Blanco de 3 años de edad.

## Cultura y Leyendas

### Trashumancia
Por Villacidayo pasa una de las cañadas de La Mesta, cada mes de junio subían las merinas (conocidas en el pueblo como meritas) guiadas por los meriteros camino de las montañas leonesas, llegando entre otras zonas al puerto de San Isidro.
La gente acudía a formal filas a ambos lados de la cañada para evitar que entrasen en los sembrados.

Y en el mes de octubre bajaban camino a Extremadura.

### Hierro de San Anton

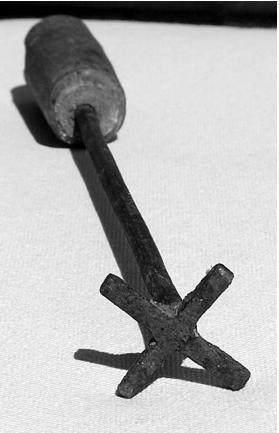
Hierro de San Anton

Tradición o costumbre basado en el elemento sacro y purificador como era el fuego, asociado al santo por algún pasaje de su vida legendaria o por el llamado fuego de San Antonio o ergotismo, una enfermedad que desató verdaderas epidemias en la Edad Media y a cuya curación dedicaron sus
conocimientos y desvelos los frailes de la Orden Hospitalaria de San Antonio.

En Villacidayo se conservó la costumbre, hasta hace algunas décadas, de marcar a los animales (vacuno principalmente) con el llamado hierro o marco de San Antón, cuando surgían algunas epizootias. Era una forma de librarles de la enfermedad que estaban padeciendo, una práctica que entraría dentro de lo que se consideraba el “fuego de auxilio”, necesidad o urgencia, en ciertas ocasiones, como eran las épocas en las que los rebaños se veían atacados por enfermedades epidémicas.

En un texto recogido en Villacidayo se dice: " Como San Antón es el patrón de los ganados cuando alguna enfermedad o epidemia se extiende entre el mismo (vacas, cerdos...) se marcaba a cada animal en las nalgas con el marco de San Antón, calentando para ello el hierro, que se haya depositado en la iglesia, a fuego vivo"

### Bolo de Villacidayo

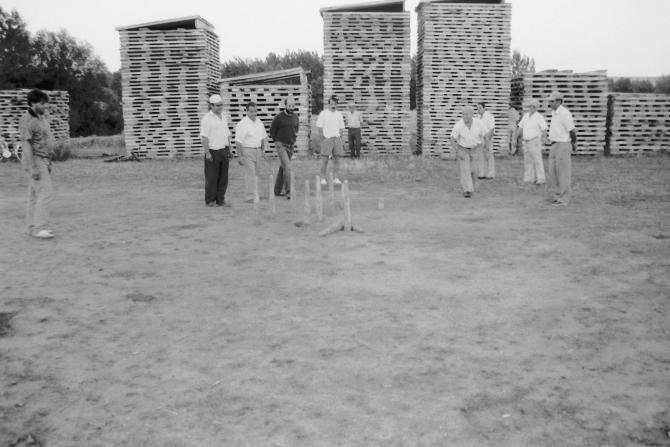
Bolos Villacidayo Valdaguado

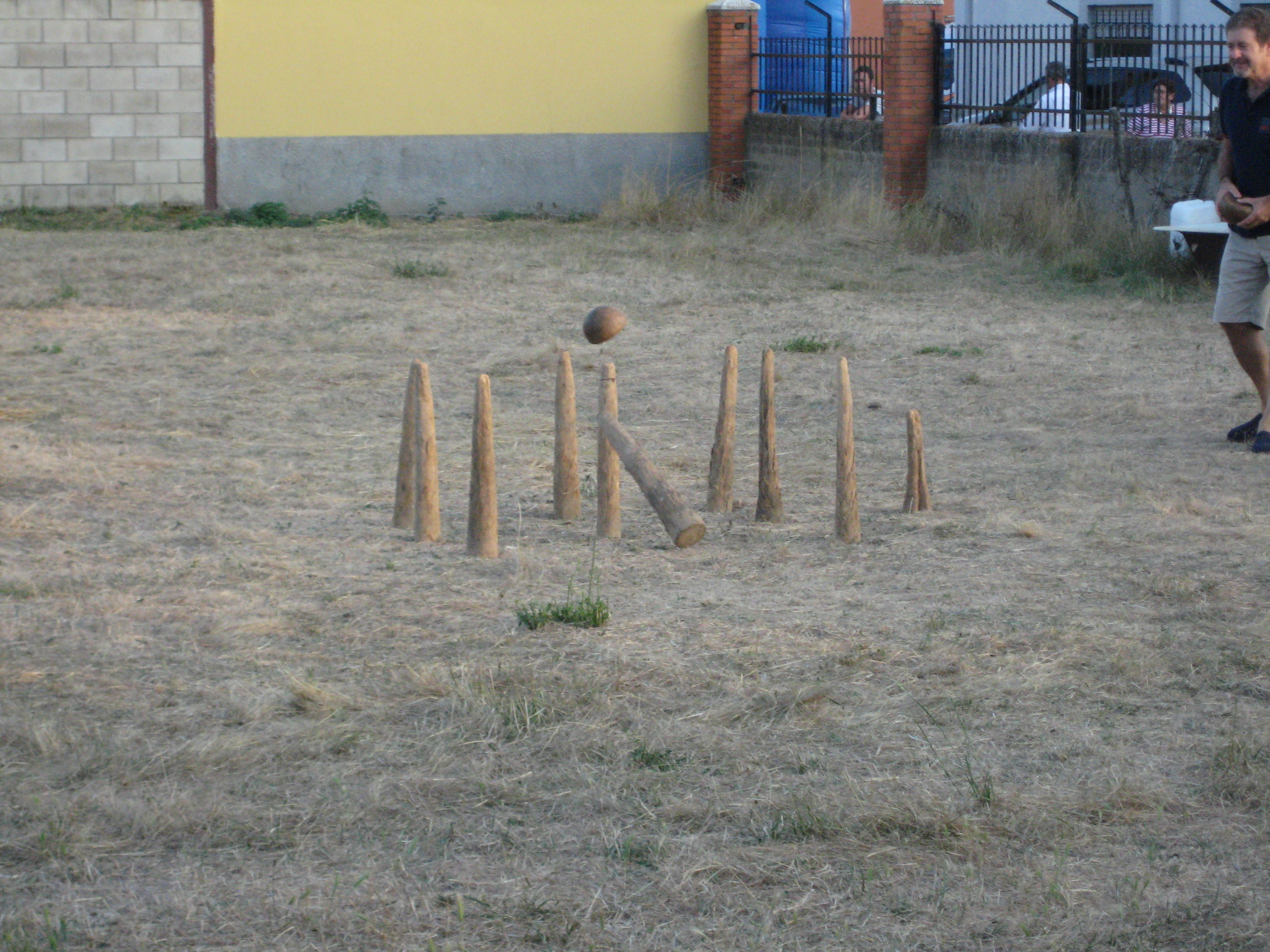
15 de agosto de 2013

Villacidayo siempre fue un pueblo con gran tradición entre sus vecinos una modalidad del bolo leonés, jugándose hasta hace pocos años en el Mesón.
El bolo de Villacidayo tiene un modo de juego diferente al resto de los pueblos de la zona, solo jugándose similar en el pueblo de Villanofar

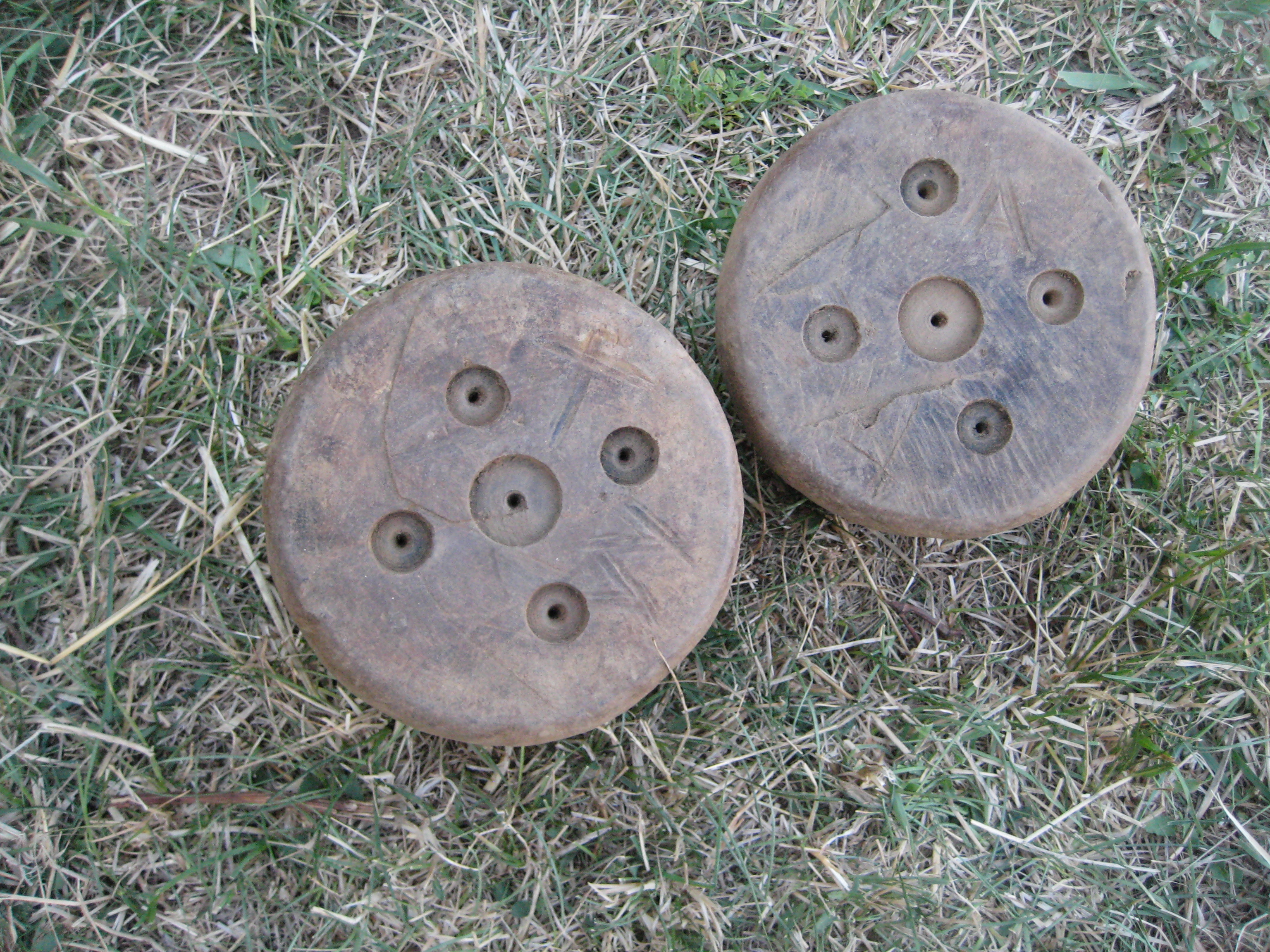
Bolas, agosto de 2013

Perdiéndose la tradición con la muerte de Amancio Corral Antón.

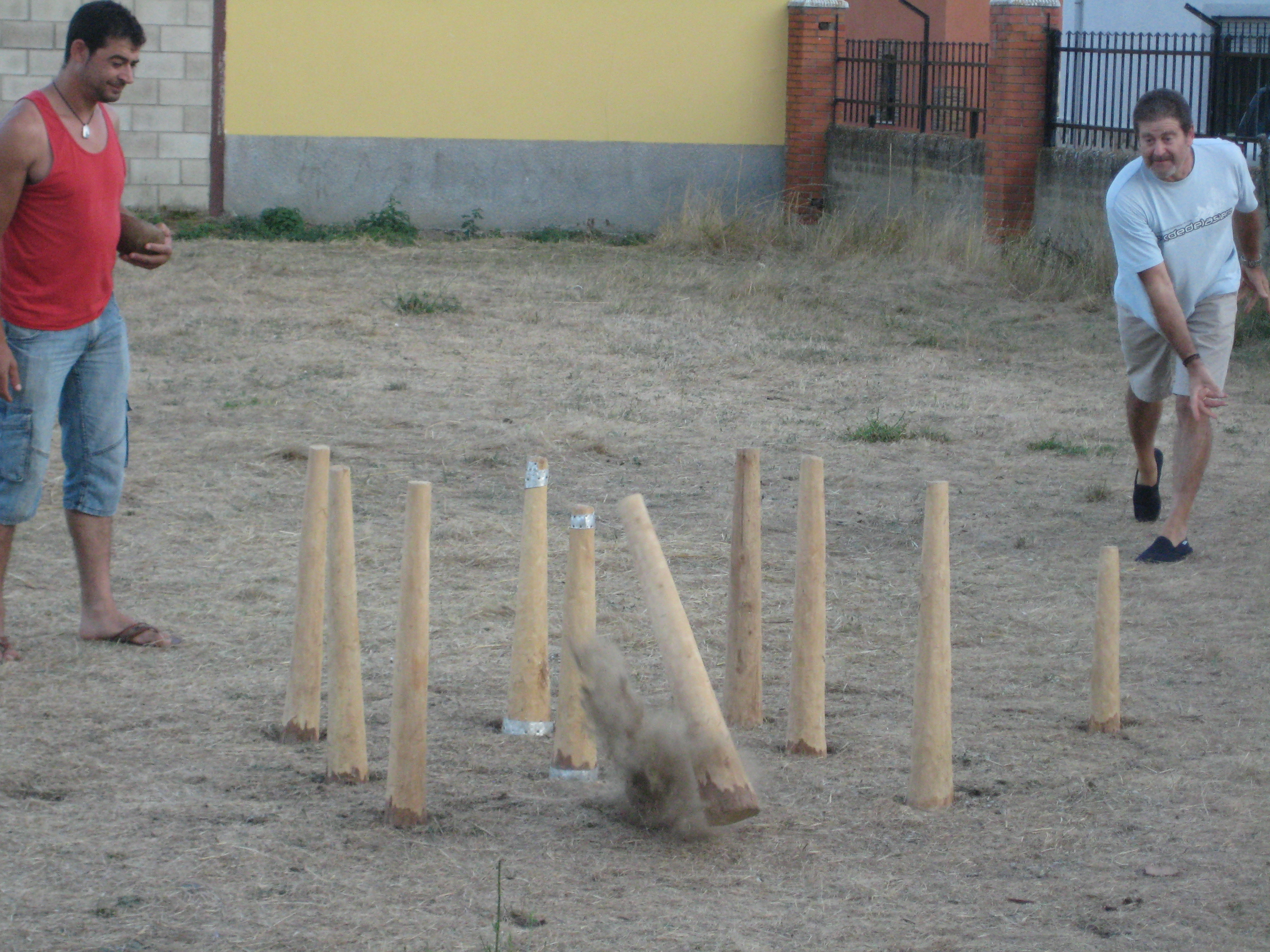
Raúl Ricoy y Javier Ricoy, 17 de agosto de 2013

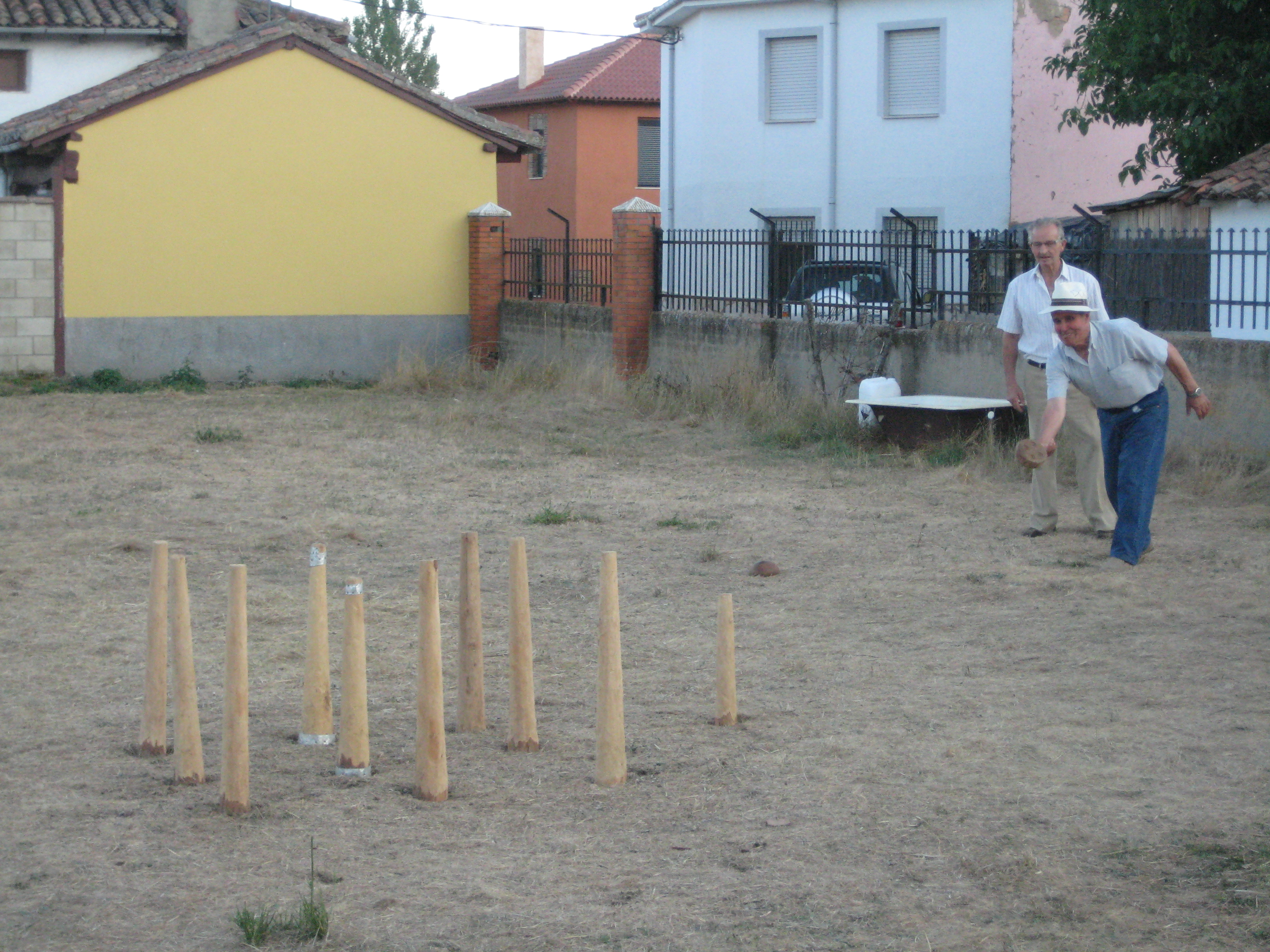
Francisco Valdueza León y Ángel Urdiales Del Cano 17 de agosto de 2013

Con los juegos realizados en las fiestas del 2013, se ha vuelto a recuperar la afición por este deporte, jugándose en la huerta llamada El Palomar, situada en el pueblo.

### Refranes
Referido al corte de la leña, "cortar la madera en buen 
tercio".

Referido al halo de la lluvia, "Corral de luna, a los tres días laguna" y "El corral del sol moja la capa al pastor y el de la luna la enjuga"
Referido a la esquila de las ovejas, "esquila buena o mala, a los diez días iguala".

### Carnaval
Se celebraban tres días de fiesta, el domingo, lunes y martes, anteriores al Miércoles de Ceniza.
Era costumbre el domingo nada más salir de misa comer torresno.
Disfrazándose el pueblo antiguamente como los guirrios.

## Libro de la montería del rey Alfonso XI
En el libro que recoge y describe las monterías realizadas por el rey Alfonso XI de Castilla en las tierras de León describe dos lugares de Villacidayo en sus cacerías.
Val de Aguado es un buen monte de puerco en invierno, et en verano. 
Ranero es un buen monte de oso, et de puerco en invierno et en verano.

## Iglesia
La iglesia de Villacidayo.
Los sucesivos párrocos y mayordomos de esta iglesia, habían ido acumulando en la segunda mitad del siglo XVIII una suma, procedente de las primicias, que le iba a permitir acometer una reforma amplia y costosa de la iglesia.
Según el libro de cuentas que llega hasta 1788, el caudal de la iglesia ascendía en esa fecha a 7191 reales, de los que 4046 obraban en el poder de los mayordomos y 3145 en el archivo de la iglesia.
Para la reforma se firma un contrato por 7250 reales, aunque en el proyecto el arquitecto era mucho más elevada.
Se desconoce cómo sería la apariencia de la iglesia antes de ser reformada, pero podemos observar otras de la zona que no fueron reformadas y podemos hacernos una idea en la iglesia de Villamún. Templos sin crucero e incluso sin campanario.

A continuación transcribo el archivo firmado por  Francisco de Rivas, arquitecto que trabajo en León y que fue el artífice de la iglesia de los Padres Capuchinos.

<< Condiciones vajo de las cuales, además de lo que demuestra el diseño que acompaña, se ha de excusar la obra de la iglesia de Villacidayo
1º Es condición que se ha de demostrar por ahora todo el presviterio y parte del cuerpo de la iglesia que sea capaz de poder construir nuevo presviterio y cruzero que forme la capilla maior, dejando el resto del cuerpo de la iglesia para uso de los divinos oficios, baxando antes los retablos que incluía este trozo de obra, para su nueva colocación, y los materiales custodiados, para bolber a emplear los útiles en la nueva obra.
2º Se han de levantar las paredes de la capilla maior, que se hallan de 18 pies, hasta 24, asegurando el ángulo del saliente (que se encuentra en algo devil) com (sic) piedras de sillería pasante, bien travadas, para lo que se demolerá de su actual altura a lo menos quatro pies, bolviendo a construirlo como queda advertido, con sillería, cal y morrillo.
3º Se crearan de planta las quatro pilastras sobre cimientos firmes según quedan demostradas, con sillería arreglada, decoración de basas y capiteles dóricos, hasta la altura de catorce pies y medio, y sobre ellos se boltearán arcos de medio punto, de albañilería, dando a sus roscas el ramal de asta y media, todo bien grueso para evitar mermas.
4º Se formarán los dos lados del crucero, dándolos de fondo diez pies de luz, y dexará en el lado de mediodía, a la altura de sobre capiteles, una ventana de tres pies de luz de ancho por quatro y medio, con su rexa de yerro el telar de ella, y esquinales de la obra de sillería labrada.
5º Se levantarán sobre los quatro arcos torales las correspondientes paredillas para cubrir la media naranja, hasta darles de altura correspondiente a boltearla debaxo de su armadura; y esta se arreglará al cartabón de seis y medio y a cuatro aguas.
6º Se distribuirá el resto de cuerpo de la iglesia en tres bóvedas iguales, para que su puerta principal corresponda de medio, levantando las pilastras que se señalan con tinta negra, dándolas la altura igual a las tolares, y las pareces lo preciso a que las aguas de su cumbre salgan sin embarazo, dexando las dos ventanas demostradas en la parte del medio, de dos pies de ancho y tres de alto.
7º Se executará su armadura por el método de buena fortificación, sentando sus nudillos, soleras, tirantes, estribos, y pares cubiertos de tabla pandilla, todo bien clavado, enguallado y asegurado según arte, su tejado sobre torta de barro, y los respaldos y caballetes tomados con cal, y la cornisa de albañilería con el adorno de cuarto bocel, filetes y corona.
8º Se retundirá exteriormente toda la obra, dejándola bien reprellada y aseada.
Y egecutada toda según queda prevenido, tendrá de costo, sin incluir bóveda alguna interior, y a toda costa, la cantidad de doce mil y seiscientos reales vellón, poco más o menos, según el más económico cálculo. 
León y 16 de febrero de 1793. 
Decreto del obispo autorizando la obra.
<< Dn. Cayettano Attonio Quadrillero y Motta, por la gracia de Dios, obispo de León del Consº de S.M.
Al cura del lugar de Villacidayo: Hacemos saber que en el expediente, que antes Nos pende, sobre reparos de la Iglesia de este pueblo,  probeímos el Decreto siguiente = León, 28 de febrero de 1793. Concedemos la correspondiente lizencia para proceder a esta obra, conforme al reconocimiento y condiciones puesttas por el arquitecto Dn. Francisco Ribas, de que se enttregue copia, y por ahora aplicamos a dha. obra la cantidad de tres mil rs. de los aberes de la Cofradía de San Anttonio, de que se hace mérito; y para todo se libre Despacho = Cayettano Obispo = Por mdo. de S.I. el obpo. Mi Sor., Rafael Daniel, Secº. = Y en su egecución y cumplimto. libramos el preste., por el qual mandamos a dho. Cura, le vea, guarde, cumpla y egecutte según y como en él se previene: Dado en León a veinte y uno de fevrero de mil settecs. noventa y tres.
Cayettano Obispo Por mdo. de S.I. el obpo. mi Sor. Rafael Daniel, Srio>>

## Festividades
Viacrucis Celebrado el día de Viernes Santo, se realiza la procesión del Viacrucis viviente por las calles del pueblo. Cuenta con gran tradición entre los habitantes del pueblo, multiplicándose la población para la celebración de la fiesta, y es particularmente conocida entre los pueblos vecinos.

El día de Nuestra Señora de la Asunción, patrona de la pedanía, que celebra sus fiestas el 15 de agosto con una tradicional misa y procesión seguida de juegos infantiles y verbena de noche.

## Edificios y Lugares
El Caño.

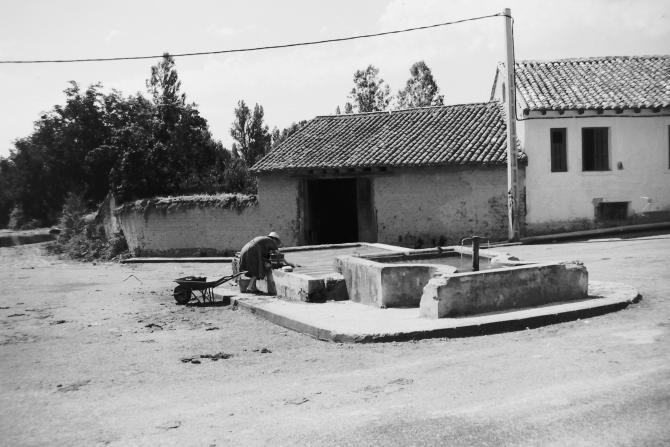
Caño antiguo Villacidayo

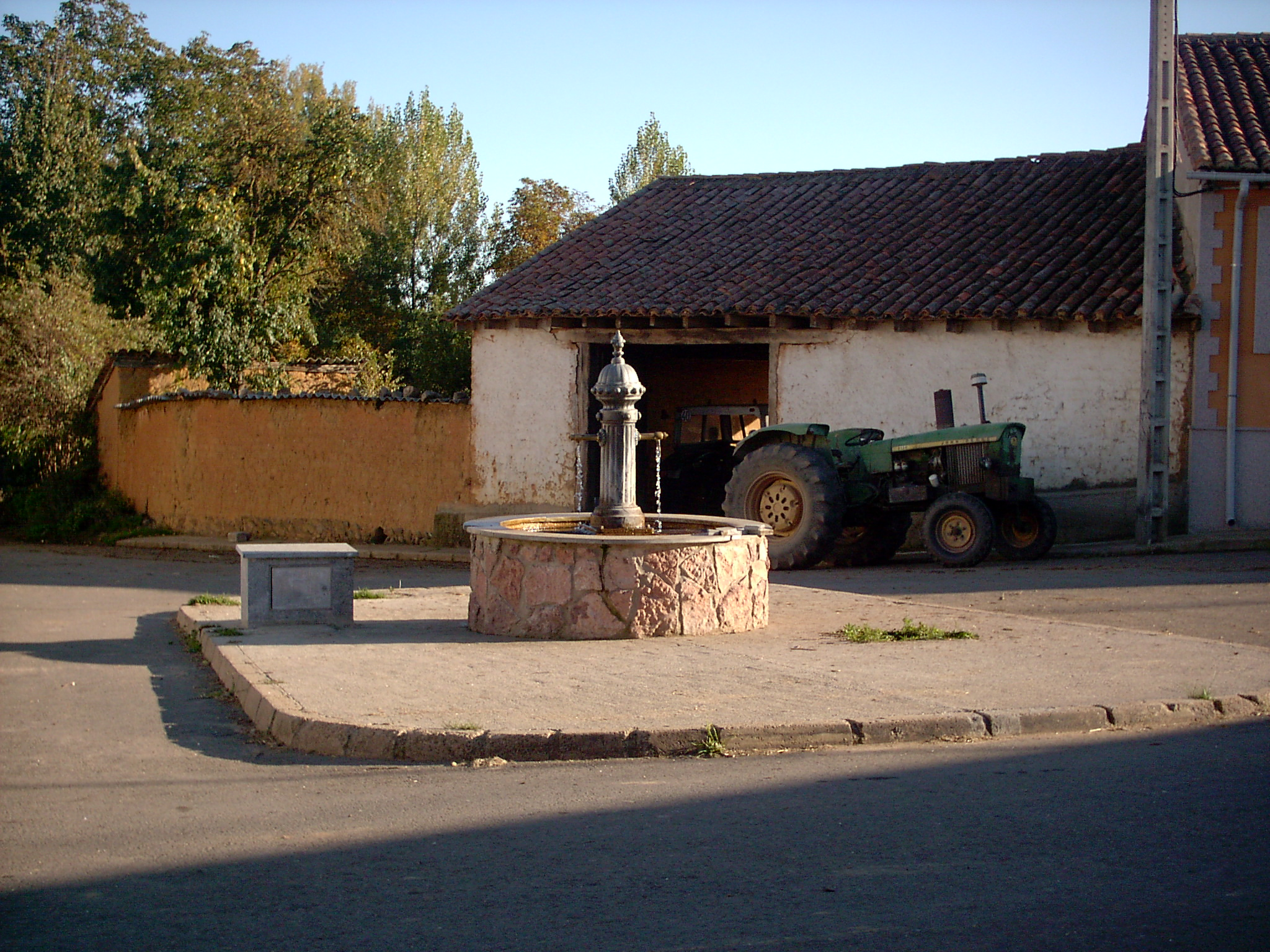
El Caño artesiano

Es un pozo artesiano situado en la plaza central del pueblo. Suele ser un sitio de reunión para gente de todas las edades.
Siendo muy popular en la zona por su buen agua.
Corraletas.
Villacidayo cuenta con 4 asentamientos de corraletas en los montes para las ovejas, actualmente en desuso. 
Siendo estas Valmoro con 4 corrales, una en La Pelada, el corral de Primovel, y el corral de Valderrajuelas.

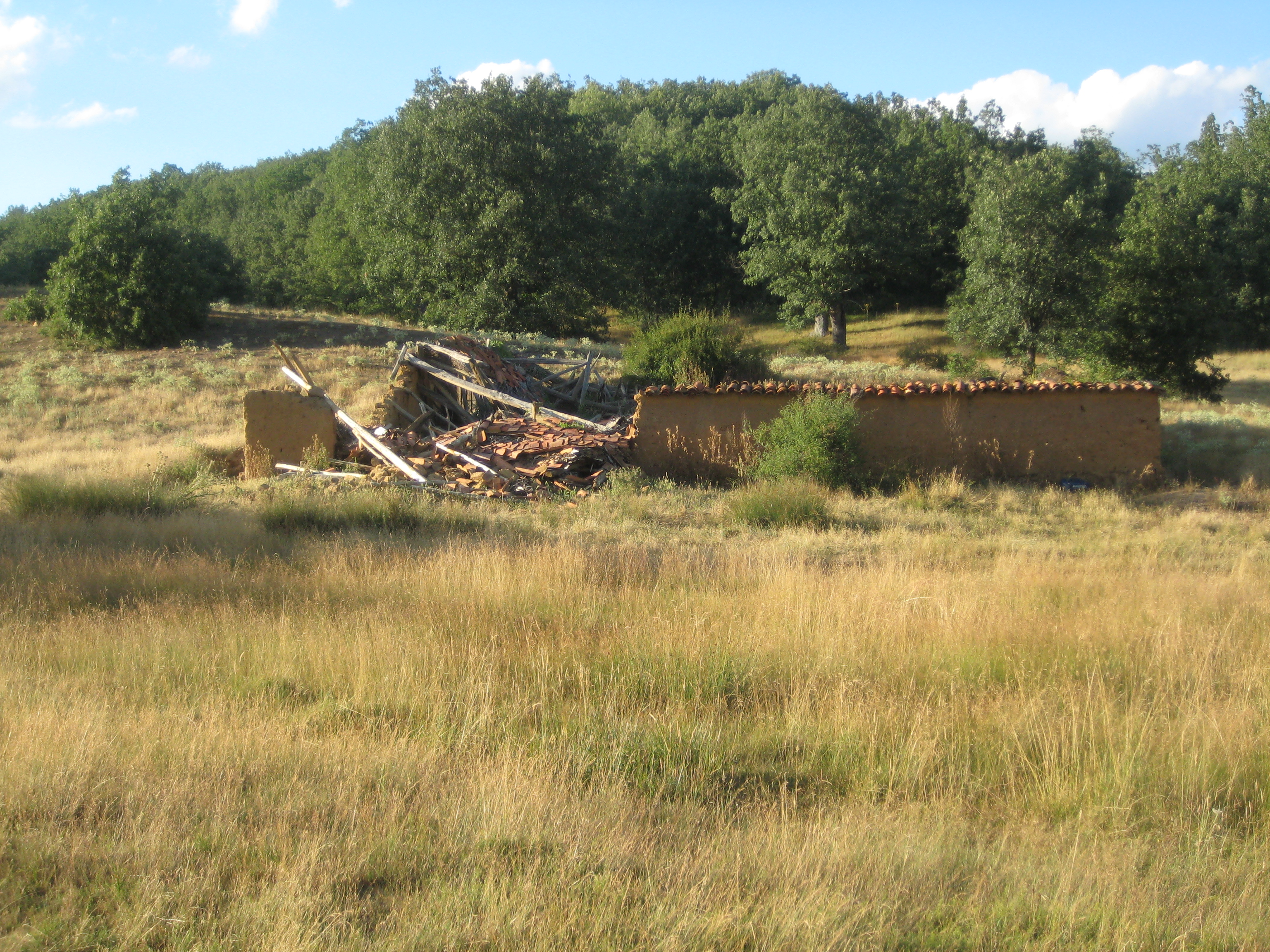
Corraleta Valmoro, julio de 2013

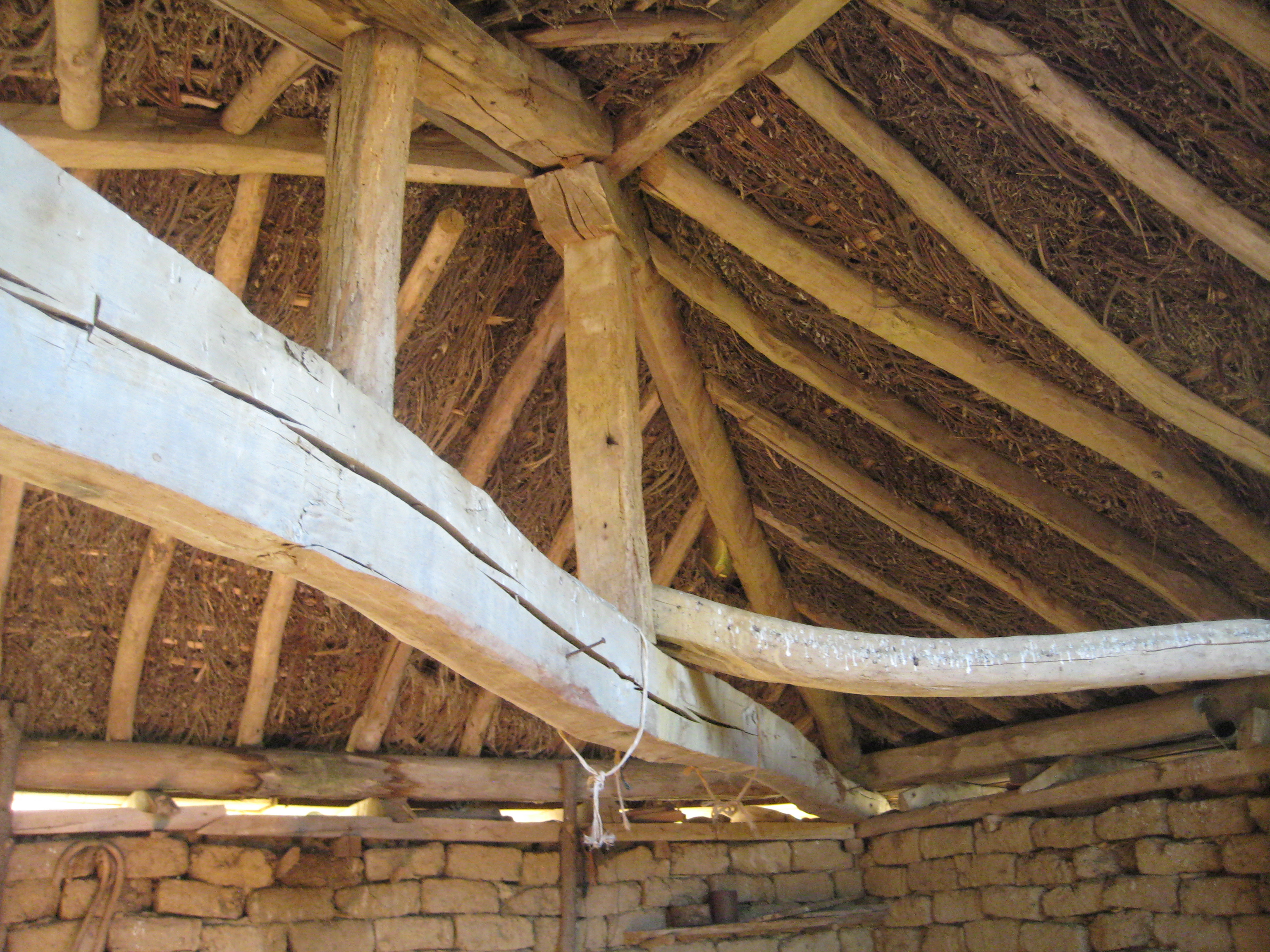
Interior corral Valmoro

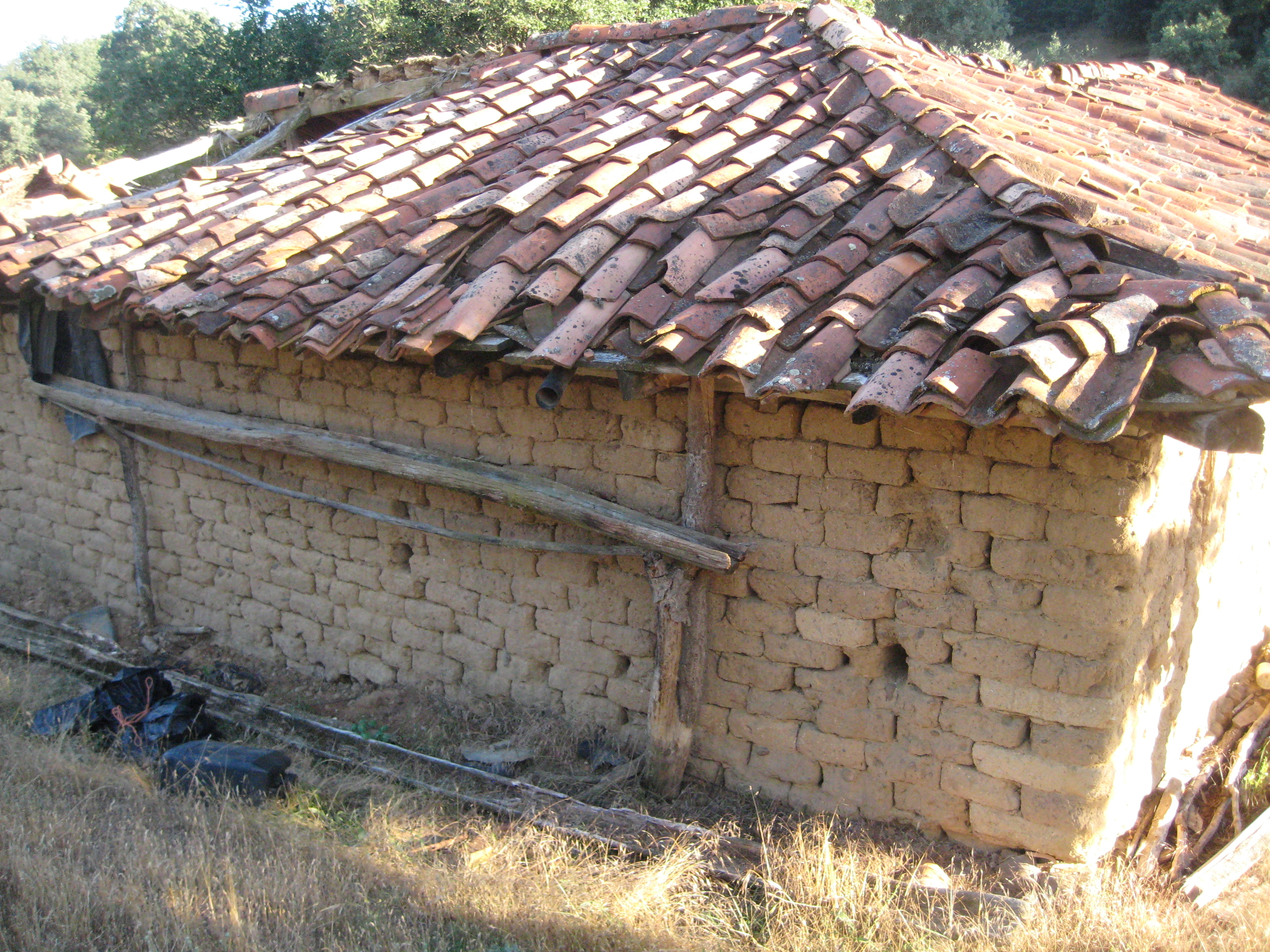
Corral Valmoro, julio de 2013

Se puede recorrer por los caminos para visitarlas dando lugar a un agradable paseo de 7,2 km, en su punto más bajo 882m y el más alto de 1008m

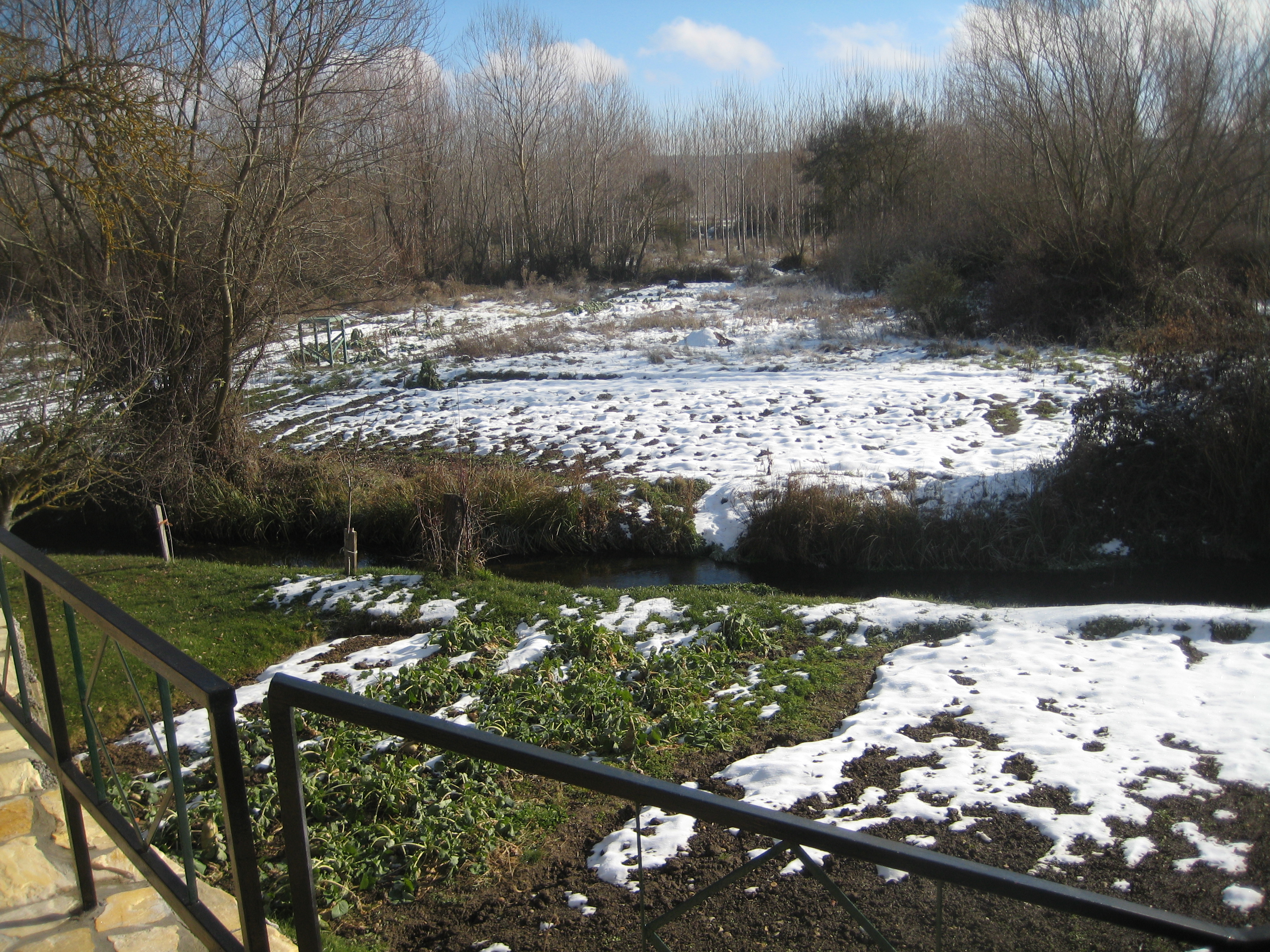
Huerto Berzal 2010

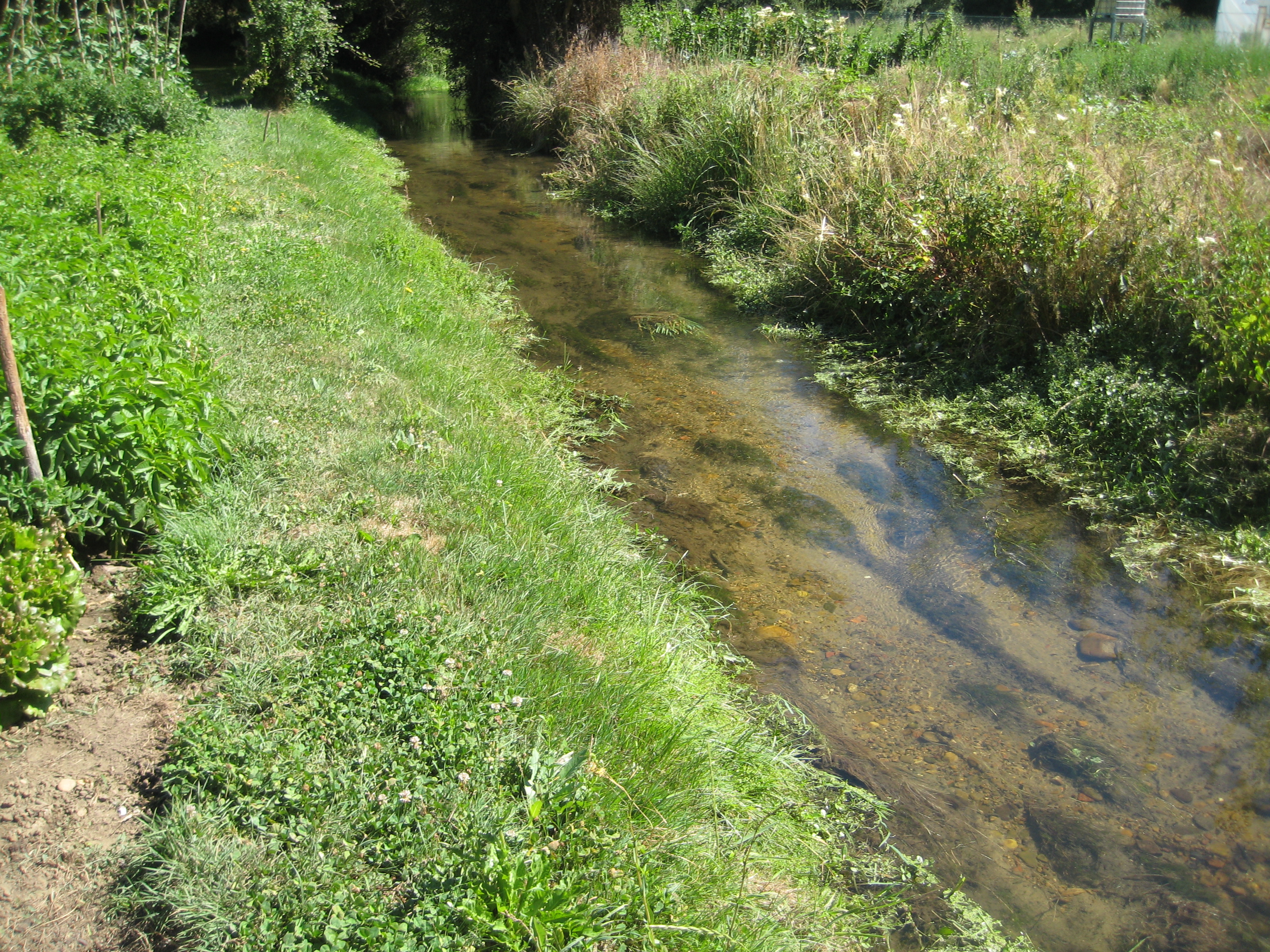
Presa de los Comunes, julio de 2013

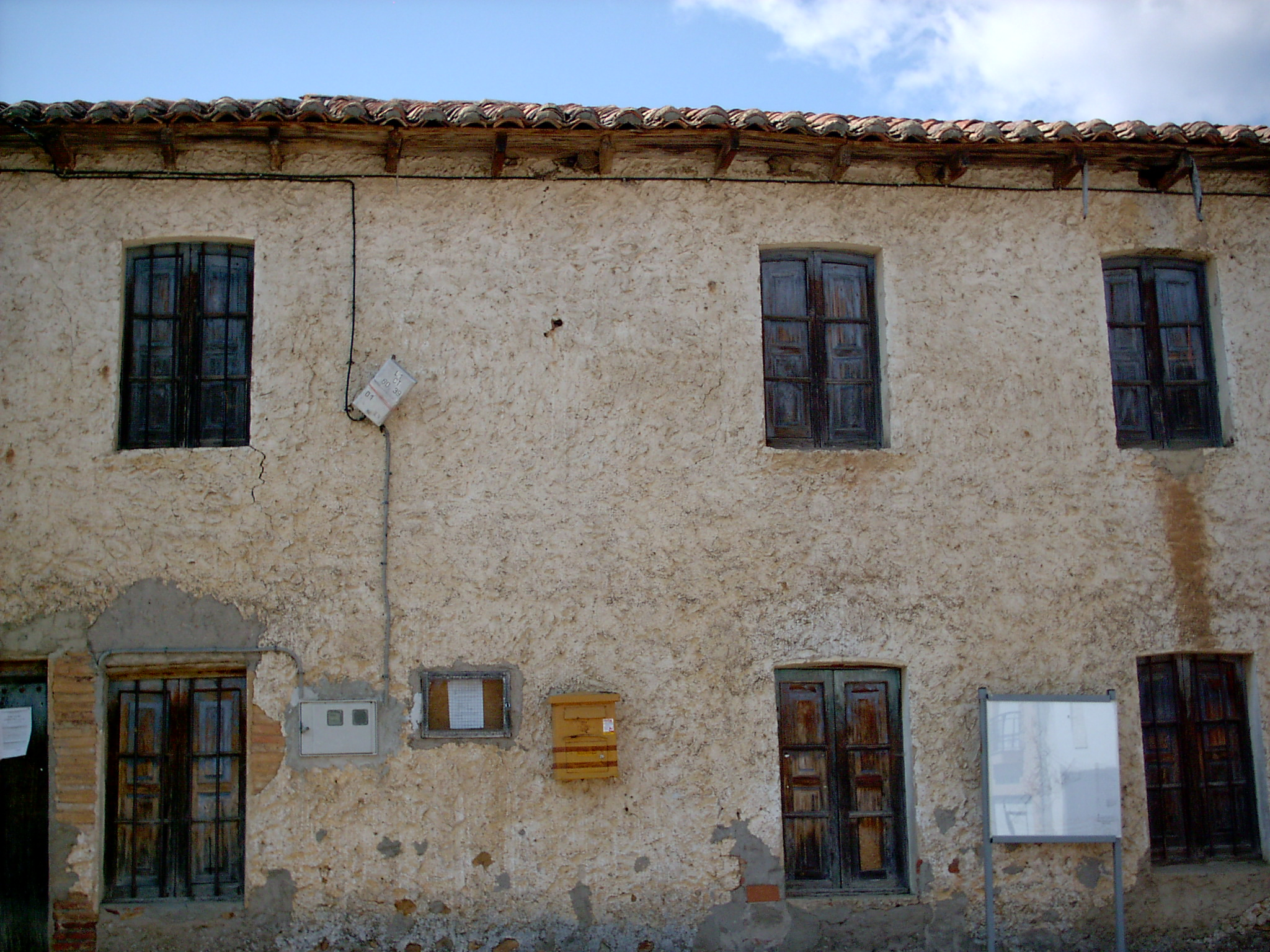
Antiguas escuelas

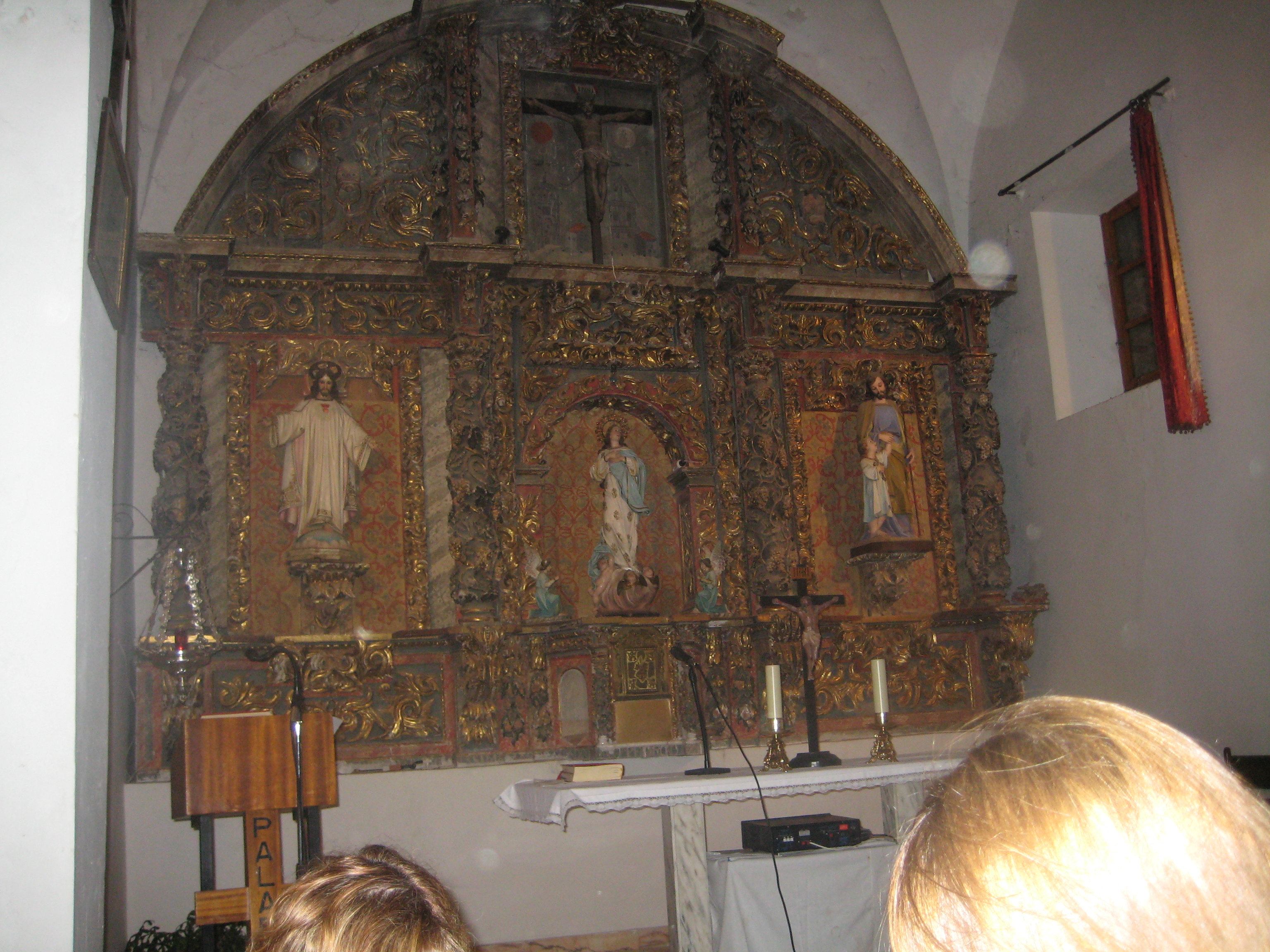
Retablo de Villacidayo

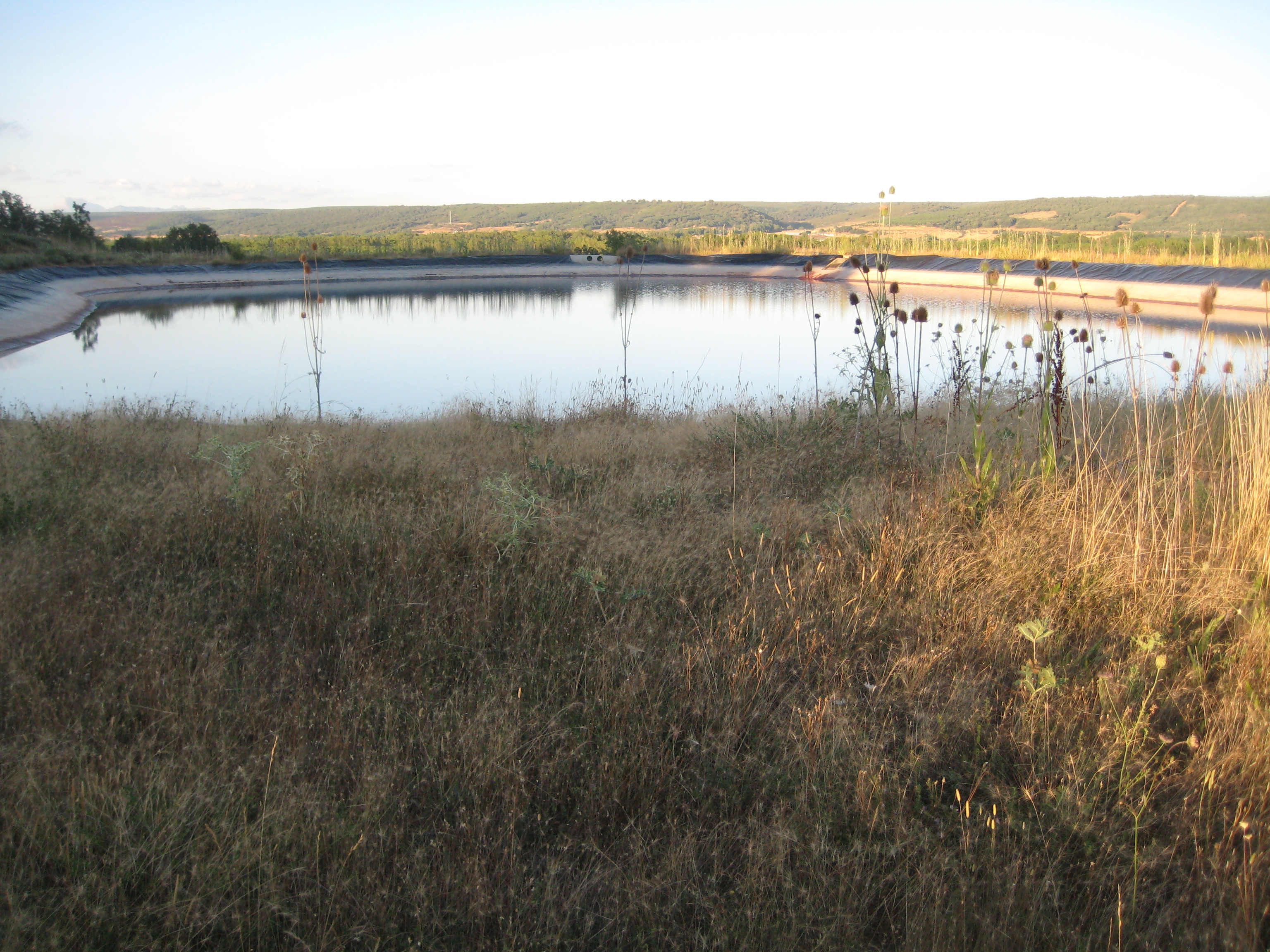
La Balsa, julio de 2013

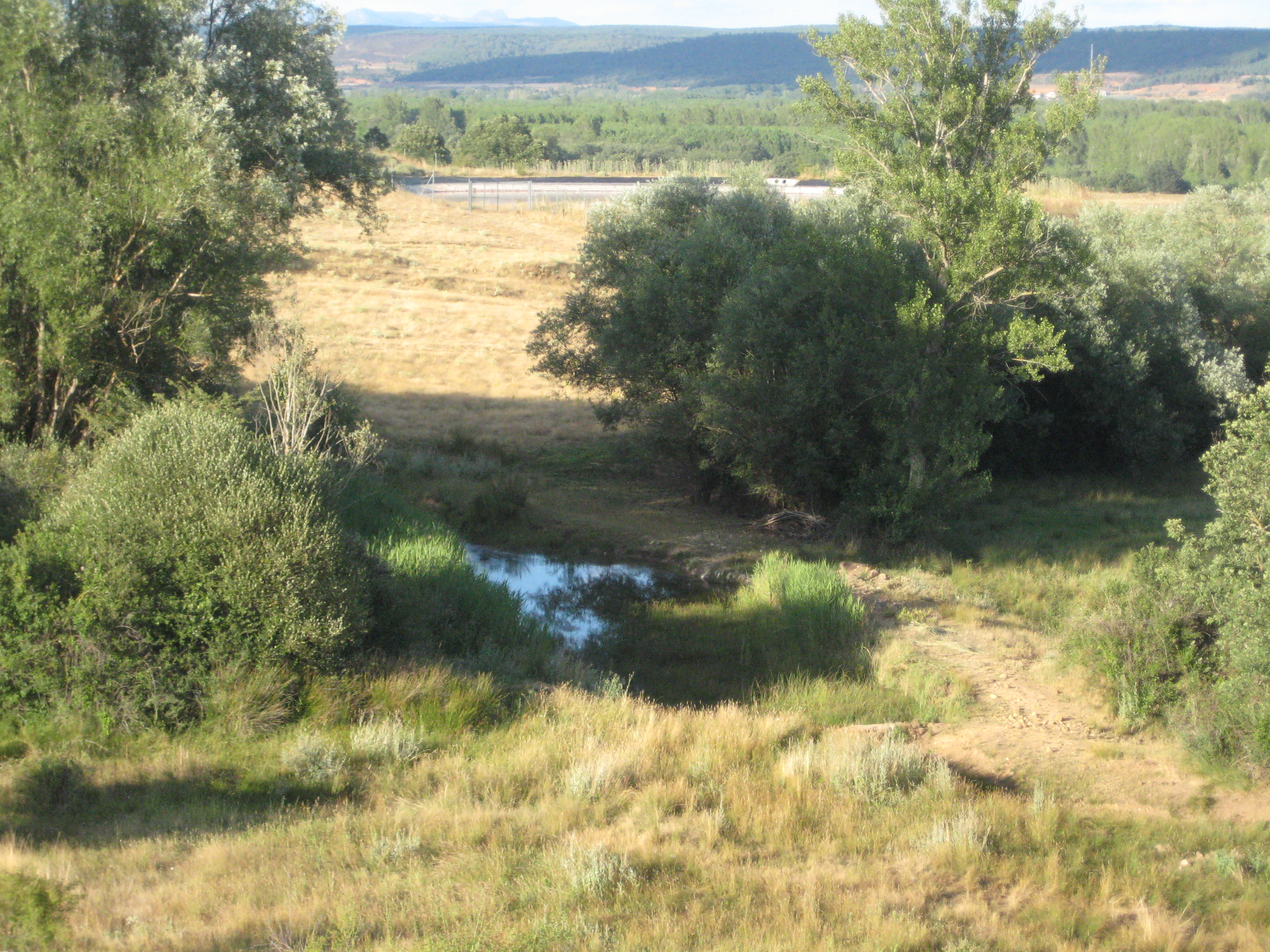
La pecina, julio de 2013

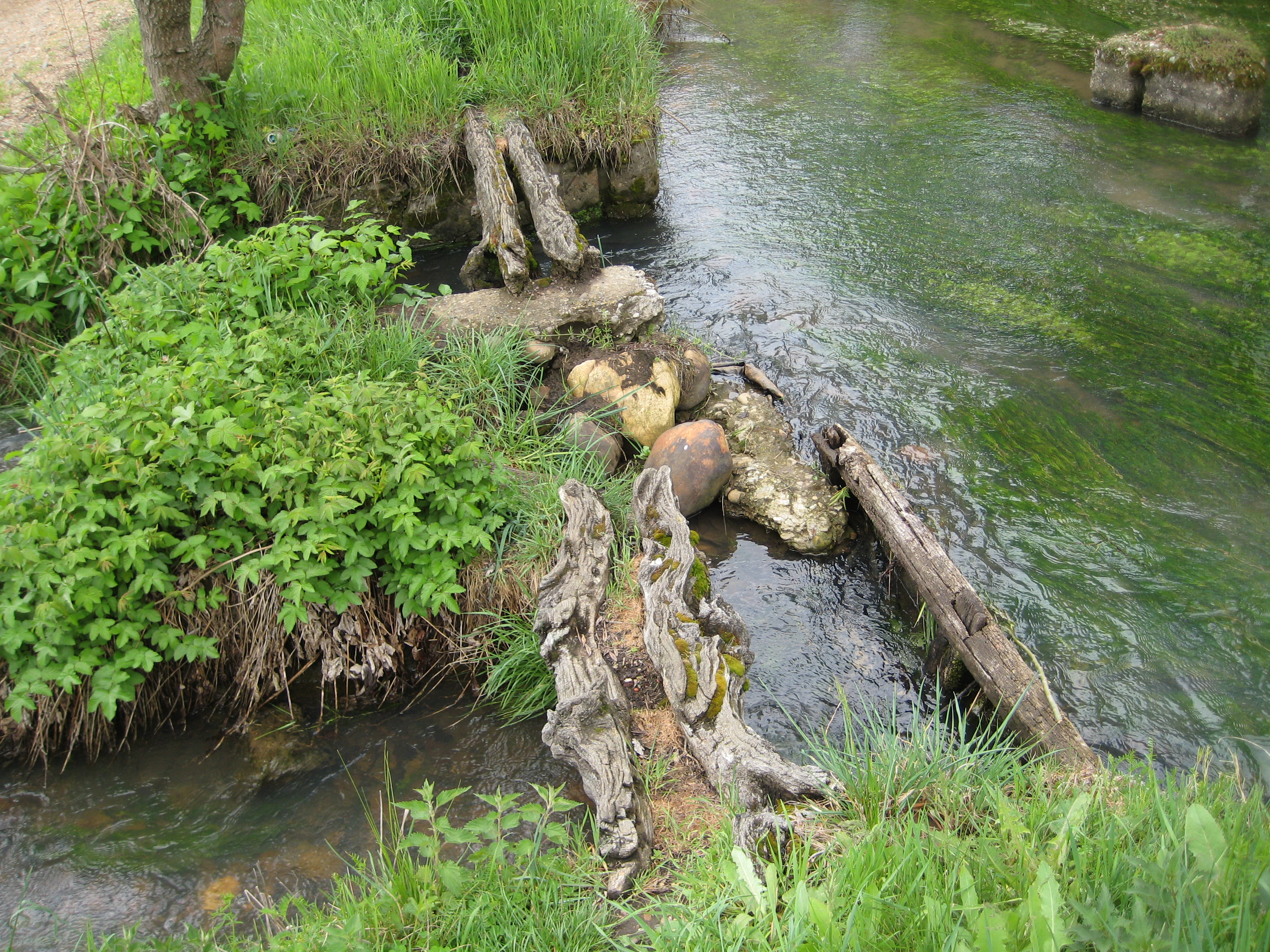

El Huerto Berzal.
La Presa de los Comunes.
La Escuela.
La Iglesia.
La Balsa
La Pecina
El Pontón.

## Personalidades
Escritores
-Millán Urdiales Campos: Doctor en Filología Románica
Religiosos

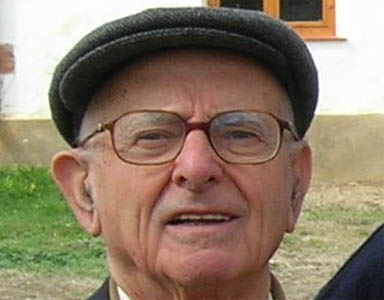
Millán Urdiales Campos

-Mariano Gutiérrez Salazar: Vicario apostólico de Caronì, Obispo de Bamaccora, Venezuela

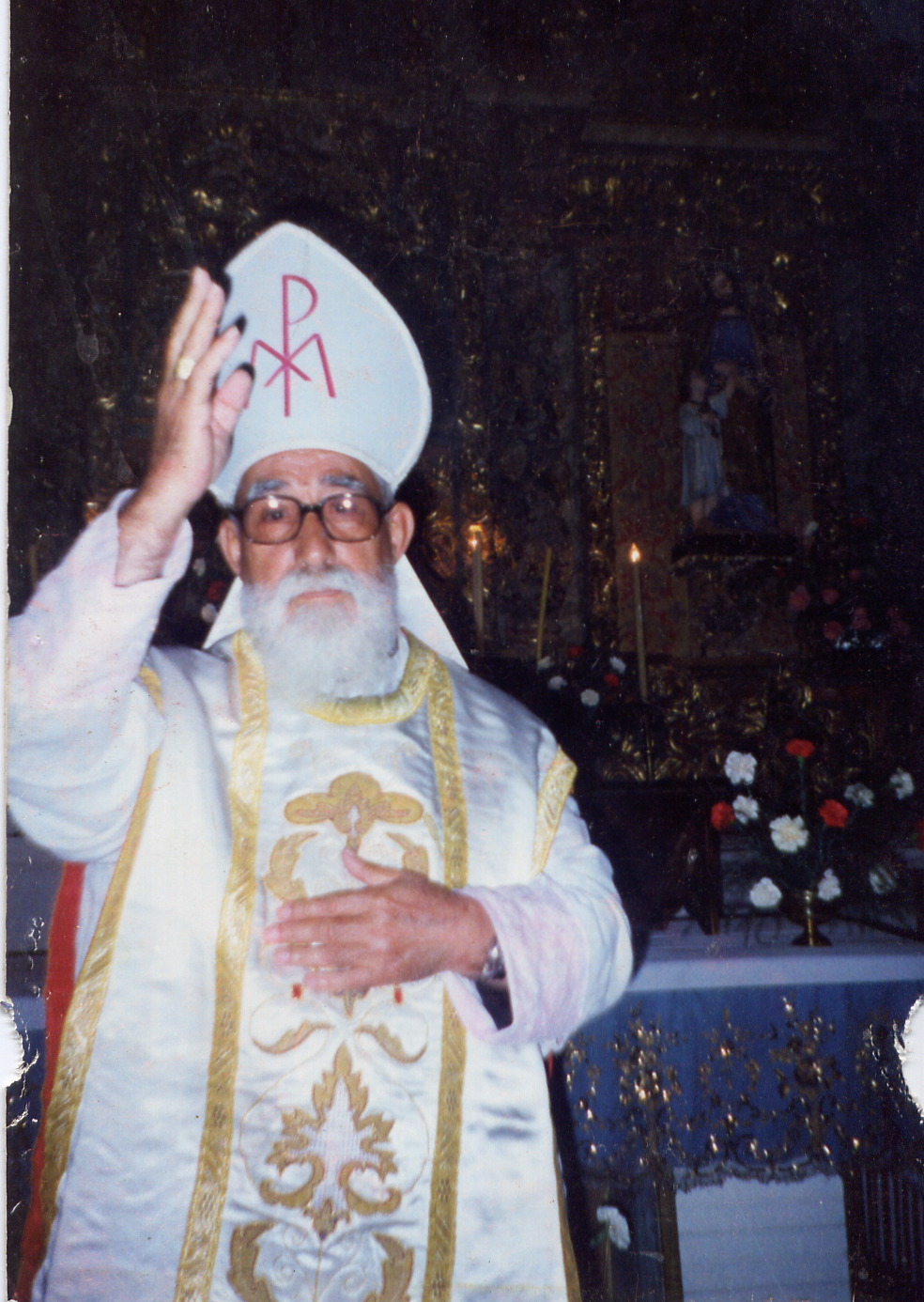
Mariano Gutiérrez Salazar

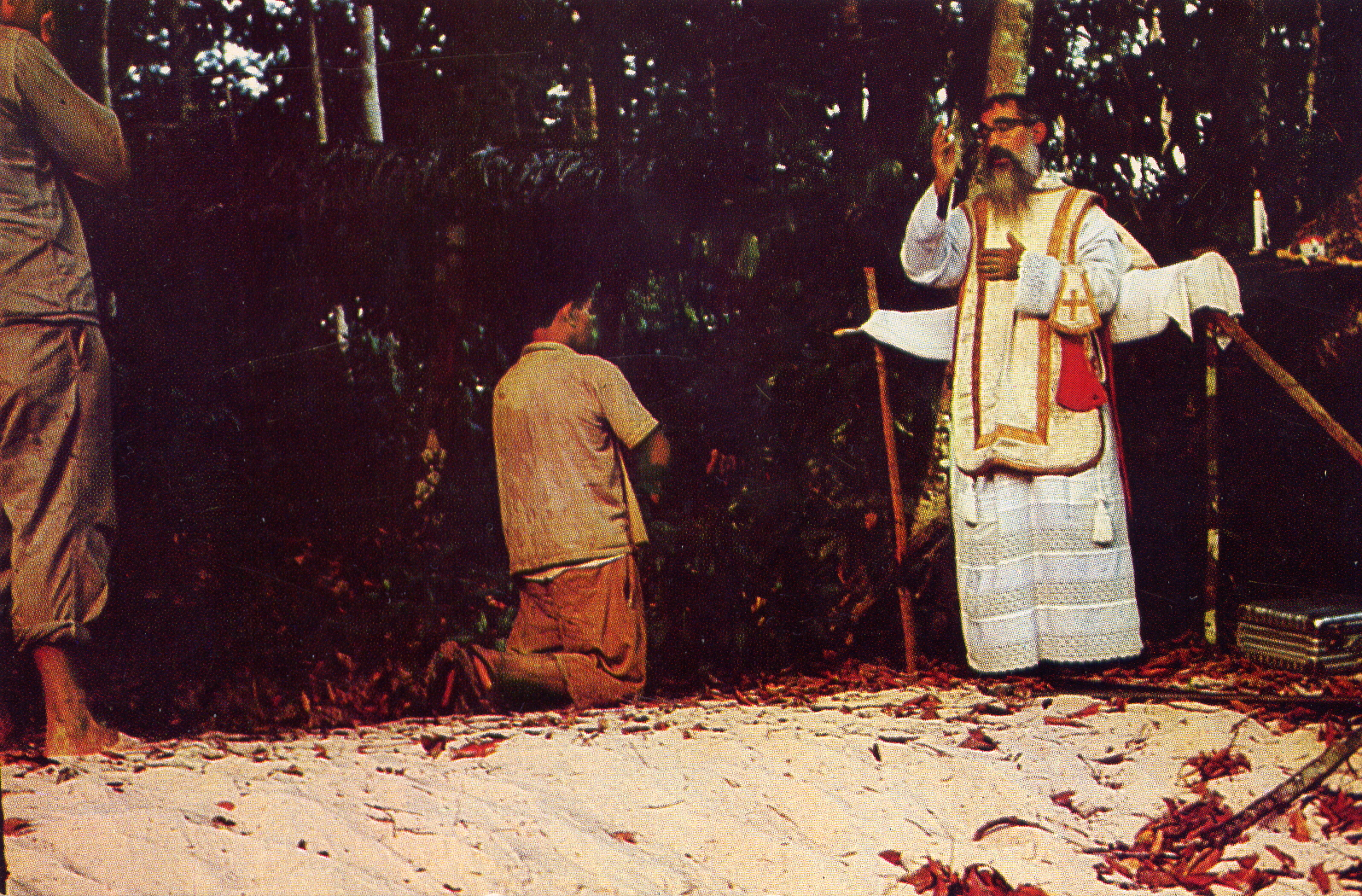
Mariano Gutiérrez Salazar

Nacido en Villacidayo de Rueda el 14 de junio de 1915.
En 1949 va a pintar el lienzo del altar mayor de Kavanayen, Bolívar, Venezuela.

## Vocabulario
Como todos los pueblos de la zona, Villacidayo cuenta con un rico vocabulario.
A
Abarcón.- Aro de hierro en el eje del carro de vacas.
Acoronjarse.- Apolillarse la madera, ponerse coronjosa.
Aparvadero.- Instrumento de madera hecho con un tablón para amontonar la trilla.
Aricar.- Arar superficialmente con objeto de limpiar de plantas dañinas el fruto ya nacido.
Arriciarse.- Morirse de frío, se dice de un animal si pasa la noche al raso.
Asparabanes.- Aspavientos, gestos exagerados.
Atizar.- Echar nuevo combustible en la lumbre una vez prendida.

B
Balaústre.- Barandilla que protege y limita la escalera.
Berros.- Planta acuática de aguas frías y buenas, Comestible como alimento.
Boceras.- Residuos de comida que quedan alrededor de la boca por falta de higiene.
Brusco, -s.- Orificio nasales de los animales bovinos, Morro de los animales.
Butrul.- Es toda criatura supuestamente que tiende a estar muy por debajo de la calificación de fea estándar.
C
Cagarriatas.- Es el excremento que las gallinas u otros animales de corral dejan en todas las partes de casa.
Canto.- Piedra de tamaño mediano o grande y de forma redondeada.
D
Deahecho.- Totalmente, todo seguido, sin interrupción.
Desnaguadero.- Canal secundario por donde vuelve el agua al río, cuando no es necesaria.
Diablura.- Acto reprensible de que las personas mayores acusan a los chicos.
Discurrir.- Además de inteligente se aplica a los chicos para juzgar sus trastadas.
Dulzaina.- Instrumento musical de viento que acompaña al tambor y al bombo.
E
Embazar, quedar embazao.- Producir un síncope reflejo a causa de un golpe en el pecho.
Emburriar.- En el lenguaje infantil, empujar, dar un empujón a otro.
Engarilla.- Portilla de tablas que cierra la entrada a las huertas o fincas cercadas.
Enguilar.- Es trepar a los árboles.
F
Feúra.- Fealdad; se opone a guapura.
Friúra.- Frío intenso, tiempo de heladas. Friúsco es el tiempo anterior a la friúra.
Fuñicar.- Trabajar sin orden, sin talento, sin resultado o provecho.
G
Gafas (las manos).- Ásperas a causa de ciertos trabajos ordinarios.
Gafo.- Áspero.
Gafura (tiempo de).- Tiempo de fríos intensos y muy secos, a menudo con viento.
Galbana.- Pereza que se siente en verano a causa del calor.
Gamusino.- Se trata de un animal imaginativo.
H
Horquín.- Horca con sólo dos dientes de hierro, empleado para muchas ocasiones.
I
Ijada.- Vara recta y larga, con un rejón en la punta, empleada para guiar las vacas.
J
Jato, -a.- Es una palabra muy usada para ternero -a. Choto.
Jergón.- Colchón de paja de maíz.
L
Llovisnar.- Llover agua menuda y suave, propio del tiempo de blandura.
M
Modorro.- Estúpido; se emplea con el que no reconoce su error e insiste en él.
Mosquilón.- Cachete, pescozón que dan los mayores a los niños.
Motazo.- Golpe fuerte, trompada, caída violenta contra el suelo.
Muradal.- Montón de abono, al lado del camino y junto al pueblo.
N
Nube.- Tormenta, fenómeno meteorológico con descargas eléctricas y truenos.
O
Ocas.- Especie de algas que crecen en el canal de riego y algunos sitios del río.
Odre.- Pellejo de vino, Boto.
P
Panderete (a).- Poner los adobes sobre la cara más estrecha y larga para emplear menos.
Pando.- Plano, aplastado, se dice de las piedras de río que están muy gastadas y planas.
Panguada.- Es una caída violenta de una persona contra el suelo.
Puelme.- Adjetivo dado a la tierra de labor, cuando está suelta.
Q
R
Raigón.- Raíz grande de un árbol, "raíz de las muelas y dientes".
S
Saltipajo.- Saltamontes, lo mismo los de las huertas que son verdes que los pardos.
Sebe.- Es un seto vivo del que antiguamente estaban cerradas casi todas las fincas.
Sebo.- La grasa del ganado ovino y vacuno.
Soba.- Paliza de trabajo o de golpes. Juan se dio una soba por terminar el trabajo.
Solana - Solanada (coger una).- Tener que andar, trabajar o estar al sol a los horas de más calor.
Somanta.- Es igual que decir Paliza.
Sopas.- En plural son siempre las de ajo con las que desayunan los vecinos.
Sotámbanos.- Huecos profundos que el agua socava en la orilla del río; refugio de truchas.
Soto.- Terreno comunal próximo al río al que se envía el ganado vacuno durante el verano.
Suertes.- Los lotes de cualquier cosa que se adjudican por sorteo, como la leña del monte.
Sustancia.-Las grasas de los alimentos condimentados, nunca en crudo.
T
Tábano.- Mosca grande que pica al ganado vacuno y les hacer ser alocadas.
Tafo.-En general equivale a mal olor pero se aplica al que desprenden cabras y ovejas.
Tapín, -es.- Pedazos de tierra cubiertos de césped, redondos, para trancar el agua de riego.
Tarucos.- Piezas de madera de unos 6 cm de altura que llevan las madreñas.
Tempero.- En la tierra, el grado de humedad apropiado para ciertas labores.
Tío, -a.- Precede como tratamiento al nombre de pila de las personas mayores. El tío José.
Tizón.- Trozo de madera encendida, tal como está en la lumbre antes de llegar a brasa.
Tocón, -es.- Las raíces gruesas de los árboles. Raigones.
Topinera.- El montón de tierra que levanta el topo en la superficie.
Tordo.- Pájaro negro que anida en los tejados de las casas.
Torrezno.- Pedazo de tocino frito que se come para el desayuno, después de las sopas.
Torrijas.- Rebanadas de pan en huevo y azúcar o leche frita.
Torta.- Pan de forma aplastada que se hace en horno de amasar, y a veces lleva leche.
Tosta.- Pedazo de pan cubierto de miel o de mantequilla. Rebanada de pan frito con aceite.

U
Unto.- Grasa del ganado caballar; de un cerdo. A los niños les iban a llevar el tío del unto.
Uñero.- Infección que causan las espinadas entre el dedo y la uña.
Urces.- Planta semejante al brezo, o el mismo brezo, propia de montes pobres.
Uvas de perro.- Bayas de cierta planta que no se comen: son negras, tal vez grosellas negras
V
Vainas.- Judías verdes, vainas de habas y fréjoles en general.
Varal.- Palo largo y algo grueso con una lata en un extremo para recoger la fruta alta.
Venada.- Extravagancia, acción alocada. "Como le dé la venada es capaz de cualquier cosa"
Verde.- Genéricamente quiere decir forraje, hierba o trébol recién segado.
Volear.- Voltear las campanas. Tocar a vuelo las campanas.
Y
Z
Zapateros.- Bichitos de patas muy largas a modo de flotadores, que están nadando en agua.
Zarabeto.- Tartamudo, el que cecea, zarabito.
Zarangüénganos.- Grosella, fruta muy apreciada y relativamente abundante en las sebes.
Zurrar, -se.- Peleas de los chicos y también de los perros. 
Zurra = Dicha pelea.

## Camino de Santiago del Norte: Ruta Vadiniense
Camino de Santiago de la Ruta Vadiniense o Ruta Jacobea por Liébana

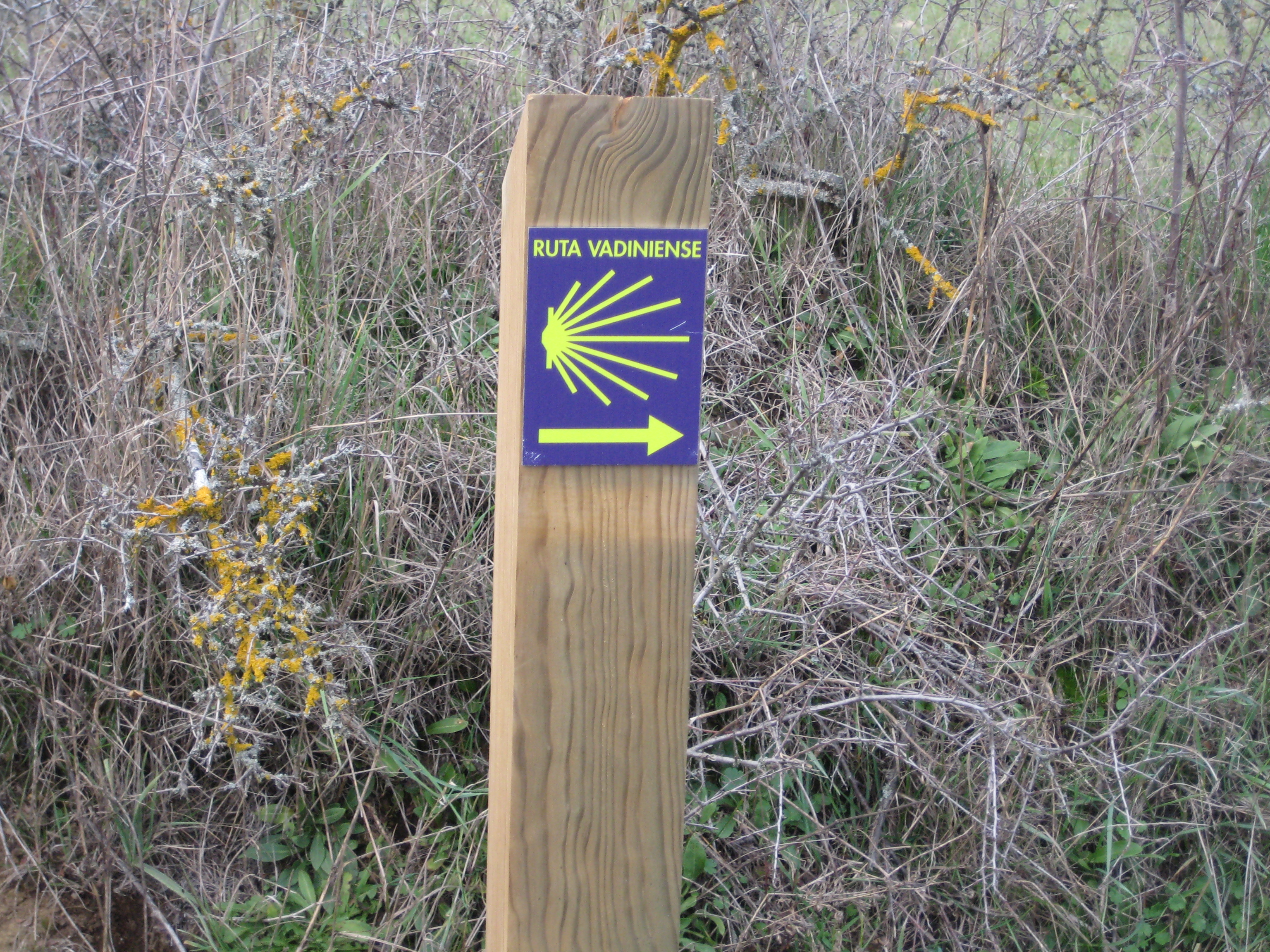
Ruta Vadiniense

## En la Web
https://web.archive.org/web/20130121015558/http://www.pueblos-espana.org/castilla+y+leon/leon/villacidayo/
- Datos: Q6162565
- Multimedia: Villacidayo / Q6162565